# Paris (cuirassé)
Pour les articles homonymes, voir Paris (homonymie).
Le Paris est un cuirassé lancé en 1912 pour la marine française. Il s'agit de la troisième unité de la classe Courbet, les premiers dreadnought construits pour la Marine française. Il est achevé avant le début de la Première Guerre mondiale dans le cadre du programme de construction navale de 1911. Lors de ce conflit, il est affecté en Méditerranée, passant la plus grande partie de l'année 1914 à fournir un appui-feu à l'armée du Monténégro, jusqu'à ce que son sister-ship le Jean Bart soit torpillé le 21 décembre par un sous-marin allemand le U-12. Il passe ensuite le reste du conflit à fournir une couverture au barrage d'Otrante dans le cadre du blocus contre la marine austro-hongroise maintenue en mer Adriatique.
Le Paris soutient les troupes françaises et espagnoles en 1925 lors de la Troisième Guerre du Rif, avant de devenir navire-école en 1931. Il est modernisé à trois reprises entre les deux guerres, même s'il n'est pas considéré comme un cuirassé de première classe. Il reste dans ce rôle jusqu'à la bataille de France qui débute le 10 mai 1940 lors de laquelle il est rapidement réarmé. Il appuie les troupes alliées dans la défense du Havre en juin mais est endommagé par une bombe allemande. Il se réfugie plus tard au Royaume-Uni. Dans le cadre de l'opération Catapult, il est pris à Plymouth par les forces britanniques le 3 juillet. Il est ensuite utilisé comme navire de dépôt et caserne par la Royal Navy et la marine polonaise pour le reste de la guerre. Il retourne en France en juillet 1945. Il est ensuite utilisé comme ravitailleur. Il est mis au rebut en décembre 1955. Sa démolition commence en juin 1956.

## Caractéristiques
Le Paris mesure 166 mètres de long pour une largeur de 27 mètres. À pleine charge, son tirant d'eau est de 9,04 mètres à la proue. Il a un déplacement de 23 475 tonnes à charge standard et 25 579 tonnes à pleine charge.
Il est équipé de quatre hélices alimentées par des turbines à vapeur Parsons à entraînement direct qui ont été évaluées à 28 000 chevaux-vapeur (21 000 kW). Vingt-quatre chaudières Belleville aqua-tubulaires fournissent la vapeur pour ses turbines. Ces chaudières brûlent du charbon avec des pulvérisateurs à huile auxiliaire. Il est conçu pour naviguer à 21 nœuds.
L'armement principal du Paris se compose de douze canons de 305 millimètres (canon de 305 mm/45 Modèle 1910) montés en six tourelles doubles, avec deux tourelles superposées avant et arrière, et une sur chaque flanc du navire. Pour la défense contre les torpilleurs, il emporte 22 canons de 138 mm montés dans des casemates. Il est aussi armé de quatre tubes lance-torpilles de 450 millimètres.

## Carrière

### Première Guerre mondiale
Le Paris est construit par les Forges et Chantiers de la Méditerranée à La Seyne. Sa quille est posée le 10 novembre 1911 et il est lancé le 28 septembre 1912. Il entre en service le 1er août 1914, juste à temps pour la Première Guerre mondiale. Avec ses sister-ships, il est envoyé dans la mer Méditerranée. Il passe la plupart du reste de 1914 à fournir un appui feu à l'armée monténégrine jusqu'à ce que le U-12 frappe le Jean Bart le 21 décembre avec une torpille. Cela force les cuirassés à repartir soit à Malte ou à Bizerte pour couvrir le barrage d'Otrante. Après que les Français occupent l'île grecque de Corfou en 1916, il est affecté à Corfou et Argostoli mais ses activités sont très limitées. Ainsi son équipage est en partie réaffecté sur des navires de lutte anti sous-marine. Avant la fin de la guerre, il est muni de sept canons antiaériens de 75 mm. Ces canons sont des adaptations du modèle français de canon de campagne de 75 mm.

### Entre-deux-guerres
Le Paris est envoyé à Pula le 12 décembre 1918 afin de superviser la reddition de la flotte austro-hongroise, lieu où il reste jusqu'au 25 mars 1919. Il fournit une couverture aux troupes grecques lors de l'occupation d'Izmir, de mai 1919 à son retour à Toulon le 30 juin. Du 25 octobre 1922 au 25 novembre 1923, il subit sa première rénovation à Brest. Cela passe par le remplacement de l'ensemble des chaudières au charbon par des chaudières au mazout, l'augmentation de l'élévation maximale de l'armement principal de 12 ° à 23 °, l'installation d'une direction de lutte contre les incendies, la pose d'un télémètre et l'échange de ses canons anti-aériens. Après son retour au service, il soutient un débarquement amphibie à Al Hoceima par les troupes espagnoles au cours de l'été 1925 lors de la guerre du Rif après l'attaque du Maroc français par les troupes du Rif.
Il subit une nouvelle rénovation à Toulon du 16 août 1927 au 15 janvier 1929 : ses systèmes de contrôle du feu sont complètement modernisés. Il reprend son rôle dans la 2e division du 1er escadron de l'escadre de la Méditerranée jusqu'au 1er octobre 1931, date à laquelle il devient un navire-école. Il est de nouveau modernisé entre le 1er juillet 1934 et le 21 mai 1935. Ses chaudières sont révisées, ses canons principaux sont remplacés.

### Seconde Guerre mondiale
Le Paris et le Courbet forment le cinquième escadron au début de la guerre. Ils sont transférés en Atlantique pour poursuivre leurs tâches. Les deux navires sont rendus opérationnels le 21 mai 1940. Le Paris fournit un appui feu au Havre le 6 juin sur le front de la Somme et couvre l'évacuation de la ville par les Alliés. Il défend le port du Havre contre les avions allemands jusqu'à ce qu'il soit touché par une bombe le 11 juin. Il part pour Cherbourg pour des réparations temporaires malgré la prise de 300 tonnes d'eau par heure. Il est transféré à Brest le 14 juin 1940 et évacue ce port le 18 juin.
À la suite de la signature de l'armistice, le Paris accoste à Plymouth, en Angleterre. Le 3 juillet 1940, dans le cadre de l'opération Catapult, les forces britanniques arraisonnent le navire amarré dans le port anglais. Il est ensuite utilisé comme navire de dépôt et navire caserne par la marine polonaise pour le reste de la guerre. Le 21 août 1945, une fois la guerre finie, le Paris est remorqué à Brest où il continue son rôle comme un bâtiment-base. Il est vendu à la ferraille le 21 décembre 1955 et démantelé à La Seyne en juin 1956.

## Personnalités ayant servi sur le navire
- François Drogou (1904-1940), Compagnon de la Libération.
- Louis Rubaud (1917-1990), Compagnon de la Libération.

### Sources
- (en) Cet article est partiellement ou en totalité issu de l’article de Wikipédia en anglais intitulé « French battleship Paris » (voir la liste des auteurs).